# Шерберн (округ, Міннесота)
Шаблон:StateAbbr_ 45°26′ пн. ш. 93°46′ зх. д. / 45.44° пн. ш. 93.77° зх. д.
Округ Шерберн (англ. Sherburne County) — округ (графство) у штаті Міннесота, США. Ідентифікатор округу 27141.

## Історія
Округ утворений 1856 року.

## Демографія
За даними перепису
2000 року
загальне населення округу становило 64417 осіб, зокрема міського населення було 28646, а сільського — 35771.
Серед мешканців округу чоловіків було 32890, а жінок — 31527. В окрузі було 21581 домогосподарство, 16743 родин, які мешкали в 22827 будинках.
Середній розмір родини становив 3,27.
Віковий розподіл населення поданий у таблиці:
| Стать    | До 15 років | 15-21 | 22-29 | 30-39 | 40-49 | 50-65 | 65-85 | Понад 85 |
| -------- | ----------- | ----- | ----- | ----- | ----- | ----- | ----- | -------- |
| Чоловіки | 8604        | 3811  | 3527  | 6088  | 5016  | 3927  | 1772  | 145      |
| Жінки    | 8068        | 3256  | 3311  | 5798  | 4750  | 3677  | 2120  | 547      |

## Суміжні округи
- Мілль-Лак — північ
- Ісанті — північний схід
- Анока — південний схід
- Ганнепін — південь
- Райт — південний захід
- Стернс — захід
- Бентон — північний захід

## Виноски
1. ↑  US Decennial Census. US Census Bureau. Архів оригіналу за 19 липня 2018. Процитовано 25 жовтня 2014.
2. ↑  Historical Census Browser. University of Virginia Library. Архів оригіналу за 11 серпня 2012. Процитовано 25 жовтня 2014.
3. ↑  Population of Counties by Decennial Census: 1900 to 1990. US Census Bureau. Архів оригіналу за 4 серпня 2014. Процитовано 25 жовтня 2014.
4. ↑  Census 2000 PHC-T-4. Ranking Tables for Counties: 1990 and 2000 (PDF). US Census Bureau. Архів оригіналу (PDF) за 18 грудня 2014. Процитовано 25 жовтня 2014.
5. ↑  State & County QuickFacts. Бюро перепису населення США. Архів оригіналу за 18 липня 2011. Процитовано 1 вересня 2013. [Архівовано 2011-06-07 у Wayback Machine.](англ.) Наведено за англійською вікіпедією.
6. ↑  American FactFinder. Бюро перепису населення США. Архів оригіналу за 26 лютого 2012. Процитовано 31 січня 2008. [Архівовано 2008-05-21 у Wayback Machine.]

| США | Це незавершена стаття з географії США. Ви можете допомогти проєкту, виправивши або дописавши її. |